# Quan hệ Algérie – Việt Nam
Quan hệ Algérie-Việt Nam là quan hệ song phương giữa Algérie và Việt Nam. Hai nước thiết lập quan hệ vào năm 1962, mặc dù mối quan hệ giữa Algérie và Việt Nam đã được ghi nhận sớm hơn nhiều so với lịch sử hiện đại. Algérie có đại sứ quán tại Hà Nội đồng thời Việt Nam có đại sứ quán tại Algiers.
Cả hai quốc gia đều là thành viên của G77.

## Lịch sử

### Trước năm 1945
Quan hệ giữa Algérie - Việt Nam là mối quan hệ lâu đời nhất giữa Việt Nam với một quốc gia Ả Rập trong Thế giới Ả Rập. Mối quan hệ bắt đầu khi Pháp cai trị hai quốc gia vào thế kỷ 19.
Khi Pháp xâm chiếm Việt Nam vào thế kỷ 19, Vua Hàm Nghi của Việt Nam buộc phải thoái vị sau khi Pháp đàn áp thành công phong trào Cần Vương. Nhà vua Việt Nam bị đày sang Algérie thuộc Pháp và sau đó sống phần đời còn lại ở Algérie và kết hôn với một phụ nữ Pied-Noir. Đây là cuộc tiếp xúc đầu tiên giữa Algérie và Việt Nam. Hai quốc gia sau đó đều là thuộc địa của Pháp.

### 1945 - 2000
Ngày 26 tháng 9 năm 1958, một tuần sau khi Algérie tuyên bố thành lập, Việt Nam công nhận Chính phủ lâm thời Cộng hòa Algérie. Từ đây hai nước mở rộng sang lĩnh vực hợp tác kinh tế, kỹ thuật và tài chính. Nhiều hiệp định đã được ký kết, đặc biệt là trong thập niên 1970 sau khi Việt Nam thống nhất đất nước năm 1975.
Năm 1973, Nguyễn Thị Bình dẫn đầu phái đoàn Chính phủ lâm thời miền Nam Việt Nam sang thăm Algérie sau khi Hiệp định Hòa bình được kí kết tại Paris.
Tháng 8 năm 1973, Chủ tịch nước Nguyễn Hữu Thọ thăm Algérie. Tiếp đó năm 1976, đoàn đại biểu của Đảng, Chính phủ Việt Nam do Đại tướng Võ Nguyên Giáp, Ủy viên Bộ Chính trị, Bộ trưởng Bộ Quốc phòng dẫn đầu sang thăm Algérie.
Tổng thống Houari Boumédiène có chuyến thăm chính thức Việt Nam vào tháng 3 năm 1974 và Tổng thống Liamine Zéroual và Abdelaziz Bouteflika lần lượt thăm cấp nhà nước tới Việt Nam vào tháng 10 năm 1996 và tháng 10 năm 2000.
Từ năm 1980 đến năm 1988, 10 quan chức Việt Nam cấp Bộ đã tới thăm Algérie. Hai bộ trưởng Algérie đã tới Việt Nam vào năm 1982 để đồng chủ trì kì họp lần thứ 2 Ủy ban hỗn hợp Algérie - Việt Nam.
Từ năm 1990 trở đi, quan hệ giữa hai nước đã có một bước tiến triển mới vô cùng năng động. Chuyến thăm của Chủ tịch nước Võ Chí Công tới Algérie vào tháng 5 năm 1990 đã đánh dấu sự thông qua của nhiều chương trình hợp tác kỹ thuật và thương mại.

### 2000 - nay
Giai đoạn 2010 - 2018 chứng kiến bước phát triển quan trọng trong quan hệ song phương Algérie - Việt Nam, đặc biệt thông qua việc tổ chức các kỳ họp thứ 9, 10 và 11 của Ủy ban hỗn hợp hợp tác Algérie - Việt Nam. Giai đoạn này chứng kiến tần suất trao đổi dày đặc các chuyến thăm ở các cấp khác nhau giữa hai nước.
Tháng 4 năm 2010, Chủ tịch nước Việt Nam Nguyễn Minh Triết sang thăm Algérie. Tiếp đó là các chuyến thăm của các Bộ trưởng Bộ Xây dựng và Bộ Tư pháp vào tháng 2 năm 2011 và tháng 2 năm 2014, các chuyến thăm Việt Nam của Chủ tịch Quốc hội nhân dân Algérie cũng như của các Bộ trưởng Bộ Công nghệ Bưu chính và Thông tin và Truyền thông, Bộ chiến binh Moudjahidines, Bộ Phát triển Công nghiệp và Xúc tiến đầu tư, Bộ Tư pháp và Bộ trưởng Bộ Ngoại giao (tháng 7 năm 2018).
Năm 2015, Thủ tướng Việt Nam Nguyễn Tấn Dũng thăm Algeri nhân dịp khánh thành sản xuất mỏ dầu liên doanh Bir Sbaa. Phó Chủ nhiệm Ủy ban Đối ngoại Quốc hội Việt Nam và Thứ trưởng Bộ Tư pháp thăm Algiers năm 2016. Bộ trưởng Bộ Xây dựng Việt Nam Phạm Hồng Hà thăm Algiers tháng 11 năm 2017 để đồng chủ trì kỳ họp thứ 11 của Ủy ban hỗn hợp.
Kim ngạch thương mại giữa Việt Nam và Algérie bắt đầu tăng trưởng qua từng năm, từ 82 triệu đô năm 2009 lên 281 triệu đô năm 2017. Tuy nhiên sau đó lại bắt đầu giảm dần và đại dịch COVID - 19 đã tác động tiêu cực đến việc trao đổi các chuyến thăm và trao đổi thương mại giữa hai nước. Việc tổ chức kỳ họp lần thứ 12 của Ủy ban hỗn hợp tại Hà Nội vào tháng 12 năm 2022 trong bối cảnh đại dịch COVID-19 suy yếu sẽ tạo động lực mới cho quan hệ song phương.

## Quan hệ đương đại

### Quan hệ văn hóa
Tại Hà Nội, Trường Trung học Việt Nam - Algérie là biểu tượng của mối quan hệ Việt Nam - Algérie bền chặt. Tại Algiers, Hồ Chí Minh được đặt tên trên một số đường phố do ảnh hưởng của ông đối với phong trào giành độc lập của Algérie. Ngày Quốc khánh Việt Nam lần đầu tiên được tổ chức tại Algérie vào năm 2007.

### Quan hệ ngoại giao
Được coi là mối quan hệ lâu đời nhất giữa Việt Nam và một quốc gia Ả Rập, Algérie và Việt Nam có chung những điểm tương đồng và lợi ích chính trị. Cả hai nước đều ủng hộ sự độc lập của Tây Sahara và đã thiết lập mối quan hệ với Cộng hòa Dân chủ Ả Rập Sahrawi. Giữa họ cũng có một sự hợp tác quân sự, có từ thời Chiến tranh Algérie.

## Đại sứ quán
Tại Việt Nam:
- Hà Nội (Đại sứ quán)

Tại Algérie:
- Algiers (Đại sứ quán)